# ملعب يان لاوفرز
ملعب يان لاوفرز (بالهولندية: Jan Louwers Stadion) هو ملعبمتعدد الاستخدامات في أيندهوفن، هولندا.
كان الاستاد في السابق يحتوي على مسار، مع مدرجات منحنية وترابية وجدران على الجانبين الشمالي والجنوبي، بحيث كان من الممكن أن يصل عدد الحضور إلى 18000 متفرج في السبعينيات.
يتم استخدامه حاليًا في الغالب لمباريات كرة القدم وهو الملعب الرئيسي لفريق إف سي آيندهوفن. الملعب قادر على استيعاب 4600 شخص. تم تسمية الملعب باسم يان لاوفرز.